# مجیب‌الرحمن انصاری
مجیب‌الرحمن انصاری  شخصیت شناخته شده  و از بزرگترین علمای اهل سنت در زون غرب خصوصا سخنران مشهور اهل هرات بود. او سال‌های زیادی خطیب مسجد جامع گازرگاه هرات در جوار مزار خواجه عبدالله انصاری بود. او با لحن خاص و استفاده از بیان احساساتی توانسته‌بود پیروان زیادی را در هرات و حتی بیرون از هرات در اطراف خود جمع نموده و در بیرون از افغانستان نیز هوا داران زیادی داشت.
نخستین‌ بار نام مولوی مجیب الرحمن انصاری در سال ۱۳۹۱ بر سر زبان‌ها افتاد. او در آن زمان در مقابل برگزاری کنسرت موسیقی‌ ای که قرار بود با آوازخوانی شفیق مرید در شهر هرات برگزار شود، موضع گرفت و گفت اگر در این کنسرت خون ها ریخته شد، مسئولیت آن بر عهده برگزارکننده‌های این کنسرت خواهد بود.
مولوی مجیب الرحمن انصاری عید نوروز را عید مشرکین خوانده بود
مولوی انصاری همچنین در یکی از برنامه‌های تلویزیونی شبکه «وصال حق» در عربستان سعودی، اهل تشیع را «روافض» خطاب کرده بود
مجیب الرحمن از روحانیون شناخته شده افغانستان در حوزه سخنرانی ودعوت بود که همواره به ایراد خطبه علیه فساد گسترده اخلاقی و اداری در جمهوریت، و مخالفت با مناسبت‌ها و مراسم غیر دینی می پرداخت . او در نشست‌های خبری خود، خبرنگاران دختر و زن را اجازه حضور در نشست خبری نمی‌داد.
مولوی مجیب الرحمن انصاری در روز جمعه پیش از برگزاری نماز جمعه در تاریخ ۱۱ شهریور ۱۴۰۱ در انفجاری در مسجد گازرگاه هرات توسط فرد انتحار کننده که به بهانه دست بوسی وی آمده بود کشته شد.